# Клит европейско-уральский
Клит европейско-уральский (лат. Xylotrechus arvicola) — вид жуков-усачей из подсемейства настоящих усачей. Распространён в Европе, России, Северной Африке, северном Казахстане, Закавказье, Турции, Иране и на Ближнем Востоке. Длина тела взрослых насекомых 8—20 мм. Личинки являются полифагами, кормовыми растениями которых являются дуб, лещина, бук, яблоня, вяз, боярышник, орех, тополь, липа, шелковица, рябина, слива и др.